# 任璽
任璽（1428年—？年），字廷信，山西太平縣（今屬襄汾縣）下尉人，明朝政治人物。

## 生平
天順四年（1460年）庚辰科第二甲第四十二名進士。官監察御史，累官陝西按察司副使。

## 家族
曾祖任彥卿，祖任原禮，父任文廣，嫡母張氏；生母范氏。